# Діонісій IV
Діонісій IV Серогланис Муселимис Комнін (грец. Διονύσιος Δ΄ Μουσελίμης;  ?, Константинополь — 23 вересня 1696, Тирговіште) — патріарх Константинопольський, обирався п'ять разів (1671–73, 1676–79, 1682–84, 1686–87 і 1693–94).
У січні 1672 року під головуванням Діонісія в Константинополі відбувся Собор. Його скликали через конфесійні суперечки між католиками і кальвіністами у Франції. Обидві сторони прагнули довести, що їх віровчення відповідає догмам православної церкви. Собор дав відповіді на питання, що обговорювалися в полеміці: питання богослов'я таїнств та інших аспектів церковного вчення (первородний гріх, виправдання благодаттю, необхідність єпископського сану та ін.).

## Право висвячення Київського митрополита
У період третього і четвертого патріаршества Діонісій був втягнутий у справу про перепідпорядкування Київської митрополії Константинопольського патріархату під церковну юрисдикцію Московському патріарху. За наполегливим проханням майбутнього Київського митрополита Гедеона Святополк-Четвертинського та гетьмана Івана Самойловича з Москви в Константинополь до попередника Діонісія патріарха Якова було відправлено посла-грека Захарія Іванова (Софір) з метою отримати грамоту про передачу Київської митрополії під владу Московського патріарха. Патріарх Яків відмовився дати згоду без дозволу османського візира. Московський уряд не став звертатися до візира і 8 листопада 1685 року архієпископ Луцький Гедеон був зведений Московським патріархом Іоакимом на Київську митрополичу кафедру. Тоді ж в Константинополь вирушили посли гетьмана В. Самойловича Іван Лисиця і дяк Микита Алєксєєв з грамотами від Московського патріарха Іоакима і царів Івана V і Петра I з проханням затвердити перехід Київської митрополії під юрисдикцію Москви і підтвердити поставлення митрополита Гедеона. Посли звернулися до знаходився в Адріанополі великому везиру, який, прагнучи зберегти хороші відносини з Москвою, що дав згоду на перехід Київської митрополії під владу Московського патріарха. Дізнавшись про це, Єрусалимський патріарх Досифей II неохоче погодився з цим рішенням і сприяв отриманню грамот у Діонісія, який приїхав в Адріанополь, щоб підтвердити своє чергове обрання патріархом у великого візира. 5 червня 1686 року Діонісій передав послам грамоти, адресовані царям, Московському патріарху, гетьману і Київському митрополиту, за яким він тимчасово давав право Московському патріарху висвячувати митрополита на Київську митрополію і підтверджував поставлення митрополита Гедеона. Посли вручили патріархові Діонісію 200 золотих і 120 соболів.

## Анафема
У 1687 році Константинопольський собор засудив патріарха Діонісія за передачу Київської митрополії Москві, оцінивши цей акт як симонію, тобто хабарництво, і позбавив Діонісія патріаршого престолу. Таким чином вчинок патріарха Діонісія Собор визнав незаконною дією.
В 1924 році Вселенський патріарх Григорій VII дав Польській православній церкві томос (документ) про автокефалію, посилаючись на те, що приєднання Київської митрополії до Московського патріархату було проведено не за церковними канонами. А в 1990 році Вселенський патріарх Димитрій в листі до Московського патріарха писав, що Константинопольська церква визнає Російську православну церкву в межах 1589 року. На таких самих підставах був даний томос про автокефалію Православної церкви України в 2019 році. Тобто Акт «передачі» Київської митрополії Діонісія Константинопольський патріархат не визнавав.

## Смерть
Похований у монастирі Ради-Воде.